# D3 Publisher
D3 Publisher est un éditeur de jeux vidéo japonais créé en 1992 et actuellement dirigé par Yuji Ito. Le studio a publié des jeux sur Game Boy Advance, Nintendo DS, PlayStation Portable, PlayStation 2, PlayStation 3, GameCube, Wii et Xbox 360.

## Historique
Le 22 avril 2005, D3 Publisher signe un contrat de distribution avec Buena Vista Games, filiale de The Walt Disney Company, pour vendre les jeux vidéo Disney au Japon.
En 2009, la société est acquise par Bandai Namco Holdings.

## Ludographie
D3 Publisher a édité plus de 600 jeux depuis ses débuts sur une grande diversité de plates-formes. Au début, l'entreprise était spécialisée dans les jeux à petit budget à travers sa gamme Simple Series notamment sur PlayStation et PlayStation 2 (respectivement Simple 1500 Series et Simple 2000 Series, les nombres correspondant au prix du jeu en yen).